# Fontaine d'Albepierre-Bredons
La fontaine d'Albepierre-Bredons est une fontaine située en France sur la commune d'Albepierre-Bredons, dans la région Auvergne-Rhône-Alpes.

## Localisation
La fontaine se trouve à Bredons, un bourg du département du Cantal, dans l'ancienne région administrative d'Auvergne.

## Historique
La fontaine de Bredons serait liée à l'église monastique de Bredons, dont les matériaux ont été récupérés après l'incendie du XVIIIe siècle, et elle a probablement été déplacée à son emplacement actuel par les habitants.

## Description
La fontaine, de forme circulaire et au style indéfini, est dominée par une colonne rectangulaire soutenant une vasque en pierre. Un griffon sculpté en forme de masque humain orne un fragment de pierre encastré sur un côté, tandis qu'une gouttière en pierre, recouverte d’une dalle, mène l'eau de la montagne vers la vasque, à travers un évidement similaire à celui du griffon. Cette disposition laisse supposer qu'elle comportait autrefois deux griffons opposés. Sa forme et la sculpture rappellent la tradition romane.

## Protection
La fontaine est inscrite au titre des monuments historiques par arrêté du 30 juin 1987.